# 泳ぎの医者
『泳ぎの医者』（およぎのいしゃ）は、古典落語の演目。藪医者の誤診（誤投薬）で家族を亡くしてしまった男が、藪医者に仕返しをする内容。
原話は中国の明代に書かれた笑話本『笑府』巻四・方術部の「学游水」で、明和5年（1768年）に日本語の抄訳が刊行されている。文化年間の『新笑眉噺大集（しんえみのはなしおおよせ）』（桂熊吉と初代桂文治が演じた噺集）第2話に、口演に近い形が見える。三遊亭圓朝の『円朝全集』第13巻には『畳水練』の題で収録され、圓朝の「ごく古い落し話でありますが、余り誰も演（いた）しません。私どもの師匠先々代円生が致しましたのを、私が小さい折に聞いて覚えて居りますお話でございます」というコメントが付されている。武藤禎夫はこの圓朝の記述から「明治中期にはすでに珍しい噺』とし、「今日はほとんど聞くこともない」と評している。

## あらすじ
江戸近郊に住む豪農・作右衛門が留守の間に娘の具合が悪くなった。村内に医者はおらず、考えた挙句に白羽の矢を立てたのは隣村で先ごろ開業した甘井羊羹という先生。噂によると「腕はあやふや」だと言うので、おかみさんは不安げだが、下男の太助が勧めるので取りあえず診てもらうことにした。
張り切ってやってきた甘井先生、病間に入ると早速お嬢さんの脈を取り、薬籠から煎じ薬を取り出して調合すると明朝また来ますと言い残して帰ってしまう。早速、薬を病人に飲ませると一服目は効いたように思えたが、二服目でたちまち舌がつり、唇の色が変わってあっけなく死んでしまった！見ると劇薬を飲ませたらしく、娘の体は焼けただれたようになっている。大騒ぎしている最中に、江戸から主人の作右衛門が帰宅。太助と女房からいきさつを聞き、烈火のごとく怒り出した。「あの医者に娘を焼き殺されたんだ。今度はこっちが医者を水攻めにしてやる！」太助に「娘は全快したので一言お礼を言いたい」と言って医者の野郎をおびき寄せるよう言いつける。
翌日、何も知らずにやって来た甘井先生、礼金を貰えると喜んでいる所に患者の変わり果てた姿を見せられ仰天した。言葉に窮していると作右衛門に胸ぐらを締め上げられ、張り倒されたところを今度は太助が主人の仇とばかりに殴り倒す。結局、甘井先生は荒縄でグルグル巻きにされ、氷が張った川の中に放り込まれてしまった。もがいているうちに縄が切れたが、この先生あいにく泳ぎを知らなかった。それでも必死に手足を動かし、溺れそうになりながらも岸にたどりつくと、先回りした二十人ほどにポカポカポカ。慌てて対岸に逃げるとまた村人に殴られ、反対側に逃げるとそっちでもまたポカポカポカポカ。息も絶え絶えになった甘井先生、ほうほうのていで家にたどりついた。
「逃げるぞ、家財道具をまとめろ！」出迎えた息子にそう言い、ふと見ると何だか難しそうな本を読んでいる。「何だ、それは？」「『傷寒論』と言う医学書です」「医学書？ 馬鹿!! 医者には医学書よりおよぎの練習だ!」

## バリエーション
藪医者の名前としては以下の例がある。
- 甘井羊羹：さじ加減の甘さを羊羹にたとえて
- 山井養仙：「病よう(治)せん」と言う駄洒落から。
- 藪井竹庵：藪医者の【藪】に因んだ漢字を並べて名前らしくした物

武藤禎夫が『定本 落語三百題』で紹介しているあらすじでは「山井養仙」が使用されている。また死んだ娘の父（こちらの名前は「作左衛門」）は薬種屋に勤めたことがあり、誤投薬（解熱剤の「白河附子」を発熱剤の「大附子」に誤る）を自分で見抜いたという設定である。一方、東大落語会編『落語事典 増補』掲載のあらすじでは、旦那と娘は山奥に住んでおり、医者がいないため旦那が江戸まで薬を買いに出かけた間に下男が近所の医者を呼んだという設定である。